# Aymen Ikhlef
Aymen Ikhlef (* 9. September 1997) ist ein ehemaliger algerischer Tennisspieler.

## Karriere
Ikhlef spielte erstmals im Mai 2015 ein Turnier der ITF Future Tour, wo er das Achtelfinale erreichte. Bei vier Turnieren auf der niedrigsten Turnierkategorie konnte er nur ein Match gewinnen.
2015 spielte er für die algerische Davis-Cup-Mannschaft und hat dort eine Bilanz von 2:1. 2017 spielte er letztmals Turniere.
2020 wurde er von der Tennis Integrity Unit wegen Spielmanipulationen lebenslang gesperrt.